# Vedismo

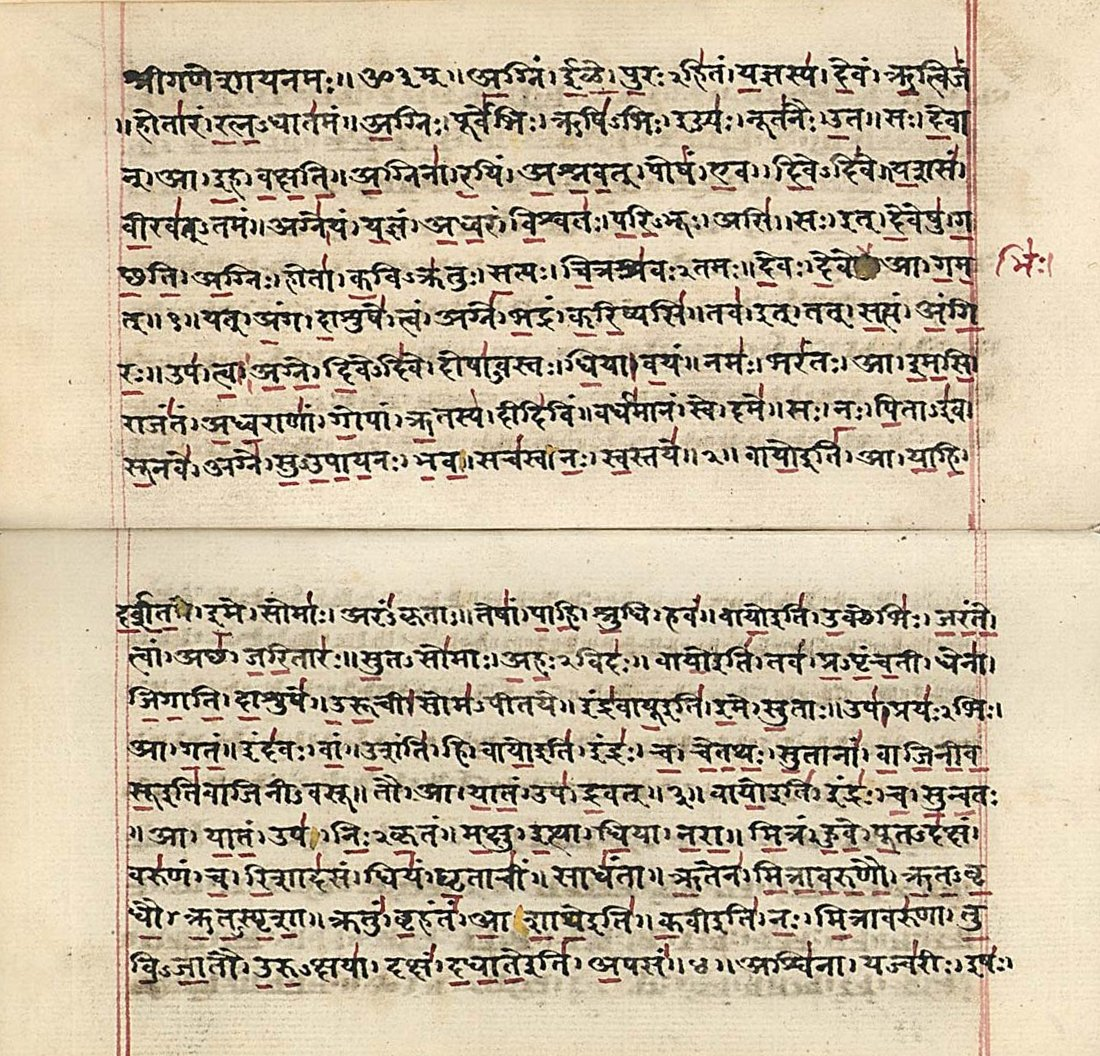
Una pagina del Ṛgveda.

Con il termine Vedismo (o cultura vedica), gli storici e gli orientalisti intendono la dottrina filosofica e la cultura degli antichi popoli che abitarono l'India nord-occidentale (allora indicata come Saptasindhu, सप्त सिंधु, 'terra dei sette fiumi'), dove tale cultura vedica acquisì le sue prime caratteristiche filosofiche e linguistiche, per poi espandersi nelle regioni del Sud e addirittura anche verso Occidente e verso il sud-est dell'Asia .

## Il periodo vedico
Il periodo vedico (Vedismo) è considerato tale a partire dalla nascita della grande civiltà vedica sulle sponde dei tre grandi fiumi Gange, Yamuna e Sarasvati (ormai del tutto prosciugato), e dalla compilazione delle parti in prosa in lingua sanscrita dei Veda, dei Brāhmaṇa e delle Upaniṣad; successivamente anche dei commentari redatti a partire dall'VIII secolo a.C., per questo denominati come Vedānta (fine dei Veda).
Il periodo successivo al "Vedismo", a partire dall'VIII secolo a.C. fino a primi secoli della nostra Era, gli storici lo denominano come Bramanesimo, mentre quello successivo a questo e fino ai giorni nostri viene indicato come Induismo.
Il passaggio dal Vedismo al Bramanesimo corrisponde alla progressiva sostituzione delle figure sacerdotali coinvolte nei riti sacrificali. Se nel primo Veda, il Ṛgveda, l'officiante delle libagioni è lo hotṛ, accompagnato da altre figure sacerdotali minori, con il passare dei secoli e con l'elaborazione dottrinale all'interno degli stessi Veda, sopraggiunge la figura dello udgātṛ, il cantore delle melodie del Sāmaveda, sostituito poi anch'esso come figura sacerdotale primaria dallo adhvaryu, il mormorante dei mantra relativi allo Yajurveda e, infine con il Bramanesimo, dal bramino, l'ultimo dei sacerdoti che sovrintendeva alla correttezza del rito riparando a qualsiasi errore e detentore dell'ultimo Veda, l'Atharvaveda.

## La società e la cultura vedica
Le popolazioni vediche indicavano se stesse come ārya / āryā, che sta indicare una persona retta, nobile o civilizzata. 
L'uomo vedico conservava nel suo spazio sacro la purezza e riti di purificazione che lo rendevano puro da ciò che è impuro: sangue, unghie recise, capelli tagliati o caduti, sperma, cerume, muco, sudore e vomito, ma anche i feti abortiti e il mestruo. Allo stesso modo erano considerati impuri coloro che per la propria attività venivano in contatto con tali elementi: i macellai, i lavandai, i boia; tutti coloro che venivano a contatto con tali persone si dovevano poi sottoporre a riti purificatori. 

Non erano invece impuri il latte delle madri e le urine (mischiate ad argilla e utilizzate come sapone) e feci (utilizzate come combustibile) delle vacche.
La "purezza" consentiva all'uomo ārya il proprio stile di vita che doveva essere contraddistinto dalla rettitudine (dharma) e dalla spiritualità.
I ritmi della vita "vedica" erano contraddistinti da una ritualità in cui l'elemento del fuoco aveva un ruolo del tutto peculiare. Il fuoco, anzi i tre fuochi erano ospitati nella casa dei bramini: 
- il più importante, denominato gārhapatya, è posto ad Ovest su una sede circolare ed è il luogo dove dimora l'Agni originario; con questo fuoco alimentato esclusivamente dal capofamiglia, dalla moglie o dal primogenito viene attinta la fiamma per il secondo fuoco;
- il secondo fuoco, sede dell'Agni sacrificante, è posto da Est su base quadrata; denominato āhavanīya;
- il terzo fuoco (lo anvāhāryapacana), di base semicircolare è posto a Sud ed è di supporto al fuoco orientale in quanto è il fuoco del sacrificio del riso situato a destra dell'officiante quando egli è rivolto verso l'Oriente, questo fuoco è il fuoco che consuma con i suoi sacrifici i pericoli e la morte (mṛtyu) che dal Meridione provengono.

Questo fuoco benedirà il bambino appena nato, da questo fuoco saranno attinte le fiamme che consumeranno i cadaveri delle persone dopo la loro morte, a questo fuoco si destinerà parte del pasto prima di consumarlo e a questo fuoco si rende onore appena rientrati nella propria casa. Insieme al sole (Sūrya) è il fuoco ad essere particolarmente onorato da questa cultura che gli offre due sacrifici (Agnihotra) quotidiani: a mezzodì e al tramonto.
Nel Ṛgveda, il nono cerchio contiene gli inni del Soma Pavamana, su una pozione sacra, la Soma.
Anne-Marie Esnoul evidenzia come nella civiltà e nella letteratura vedica (comprensiva in questo caso dei Veda e dei loro commentari, i Brāhmaṇa) non si riscontra alcuna riflessione sulla "sofferenza" nel mondo, sul ciclo delle rinascite (saṃsāra) e, di conseguenza sui percorsi di liberazione (mokṣa) da esso quanto piuttosto il godimento (bhukti) della vita terrena. È quindi solo con le prime Upaniṣad che si avvia la riflessione filosofica vedica sulla sofferenza nel mondo e sulla necessità di un percorso di liberazione da essa. E questo corrisponderebbe all'avvio del periodo assiale individuato da Karl Jaspers.